# United States Army Forces Command
USA:s Army Forces Command (FORSCOM) är det största huvudkommandot i USA:s armé. FORSCOM har sitt högkvarter på Fort Bragg i North Carolina och består av mer än 750 000 aktiva soldater, amerikanska arméreserven och ur arménationalgardet. 
Dess uppgift att upprätthålla slagkraftiga och stridsberedda förband inom armén för att kunna överföras till försvarsgrensövergripande befälhavare när behov uppstår enligt befallning från ovan.
FORSCOM har haft det nuvarande namnet sedan 1993, men organisationen har funnits under olika namn sedan USA gick in i andra världskriget. 

## Föregångare
- U.S. Army Ground Forces (1942–1948)
- U.S. Army Field Forces (1948–1955)
- Continental Army Command (1955–1973)
- U.S. Army Forces Command (1973–1987)
- U.S. Forces Command (1987–1993)

Under 2011 flyttade FORSCOM sitt högkvarter från Fort McPherson i Georgia, som därefter lades ned, till Fort Bragg.

## Ingående förband och enheter
| Symbol | Namn                                      | Förkortning | Basering                          | Funktion | Not |
|        | United States Army Reserve Command        | USARC       | Fort Bragg, North Carolina        | Kommando för den federala arméreserven |     |
|        | First United States Army                  |             | Rock Island Arsenal, Illinois     | Första fältarmén, inrättad 1918 |     |
|        | III Corps                                 |             | Fort Hood, Texas                  | Tredje armékåren |     |
|        | V Corps                                   |             | Fort Knox, Kentucky               | Femte armékåren. Återinförd under 2020. |     |
|        | XVIII Airborne Corps                      |             | Fort Bragg, North Carolina        | Armékår med luftburna styrkor |     |
|        | Security Force Assistance Command         | SFAC        | Fort Bragg, North Carolina        | Kommando inrättat under 2018 för militära rådgivare till allierade eller vänligt sinnade stater i säkerhetssamarbete eller väpnad konflikt |     |
|        | 20th CBRNE Command                        | CBRNE       | Aberdeen Proving Ground, Maryland | CBRN-krigföring |     |
|        | 32nd Army Air and Missile Defense Command | 32nd AAMDC  | Fort Bliss, Texas                 | Taktiskt luftvärn och robotförsvar |     |
|        | National Training Center                  | NTC         | Fort Irwin, Kalifornien           | Stort övningsområde för krigsspel i ökenmiljö med B-styrka                                                                                 |     |
|        | Joint Readiness Training Center           | JRTC        | Fort Polk, Louisiana              | Stort övningsområde för krigsspel i djungelliknande miljö med B-styrka                                                                     |     |